# Cleistanthus
Cleistanthus es un género de plantas con flores perteneciente a la familia  Phyllanthaceae. El género comprende 40 especies que se encuentran desde África a las islas del Pacífico. Cleistanthus collinus es conocida por ser venenosa y ser frecuentemente usada por los suicidas para acabar con sus vidas

## Especies seleccionadas
- Cleistanthus apodus
- Cleistanthus collinus
- Cleistanthus cunninghamii
- Cleistanthus hylandii
- Cleistanthus sumatranus
- etc.